# Venta Silurum
Venda Silurum fou una ciutat de la província romana de Britània Romana (més tard Britània Prima). El seu establiment data de l'any 75, com a centre administratiu, després de la derrota de la tribu dels silurs provinents de Gal·les.
Les seves ruïnes es poden trobar a Caerwent, en el comtat de Monmouthshire, al sud-est de Gal·les.
La major part del lloc ha estat ja excavat i el seu contingut arqueològic es troba exposat al públic.